# Chris Moran

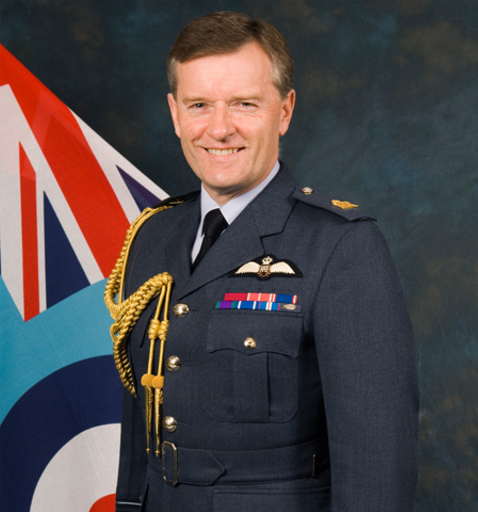
Chris Moran

Sir Christopher „Chris“ Hugh Moran, KCB, OBE, MVO, FRAeS (* 28. April 1956; † 26. Mai 2010 in Oxford, England) war ein britischer Air Chief Marshal.

## Biografie
Moran studierte nach dem Schulbesuch Maschinenbau an der University of Manchester und trat noch während des Studiums als Kadett in die Royal Air Force (RAF) ein. Nach seiner Ausbildung zum Kampfpiloten flog er Einsätze während des Falklandkrieges zwischen April und Juni 1982 sowie danach als Pilot an Bord des Flugzeugträgers Illustrious. 1985 nahm er an einer Ausbildung beim U. S. Marine Corps in North Carolina teil.
1994 erfolgte seine Beförderung zum Squadron Leader (Major) sowie Ernennung zum Kommandeur des 4. Geschwaders (No. IV Squadron) in der Bundesrepublik Deutschland. 1996 erfolgte seine Beförderung zum Group Captain (Oberst). Als solcher wurde er zugleich Stabsoffizier im Hauptquartier der 1. Luftwaffengruppe und dann 1997 Standortkommandant von RAF Wittering. Nach Abschluss des Höheren Kommandeurs- und Stabskurses (Higher Command and Staff Course) wurde er 1999 zum Abteilungsdirektor an der Joint Services Command and Staff College (JSCSC) in Watchfield und erwarb dort zugleich einen Master of Arts (M.A.).
Anschließend wurde er zum Air Commodore befördert und Direktor beim Luftwaffenstab. 2002 erfolgte seine Ernennung zum Verbindungsoffizier des Chefs des Verteidigungsstabes der Streitkräfte des Vereinigten Königreichs (Chief of the Defence Staff) beim Joint Chiefs of Staff der U. S. Army in Washington, D.C.
2003 wurde er als Air Vice-Marshal Kommandeur der 1. Luftwaffengruppe. Nach zweijähriger Verwendung wurde er 2005 Assistierender Chef des Luftwaffenstabes (Assistant Chief of the Air Staff) sowie Mitglied des Vorstandes Zivilluftfahrtbehörde (Civil Aviation Authority).
Im Mai 2007 wurde Moran zum Air Marshal (Generalleutnant) befördert und als Nachfolger von Generalleutnant D. L. Judd Stellvertretender Kommandeur beim Kommando der Vereinigten Alliierten Streitkräfte in Brunssum (Allied Joint Force Command Brunssum).
Zuletzt wurde er am 3. April 2009 als Air Chief Marshal Oberkommandierender des Luftwaffenkommandos (Commander-in-Chief Air Command, CinCAIR) und damit zugleich Vertreter des Chefs des Luftwaffenstabes (Chief of the Air Staff), Air Chief Marshal Sir Stephen Dalton, dem Kommandeur der Royal Air Force.
Am 31. Dezember 2009 wurde Moran zum Knight Commander des Order of the Bath geschlagen und führte seitdem den Namenszusatz „Sir“. Daneben war er Träger des Order of the British Empire sowie des Royal Victorian Order und Fellow der Royal Aeronautical Society.
Moran nahm am 26. Mai 2010 an einem Triathlon in der Luftwaffenbasis RAF Brize Norton teil. Nach Beendigung des 400-Meter-Schwimmens und 22-Kilometer-Radfahrens erlitt er während des 5-Kilometer-Laufs einen Schwächeanfall und verstarb kurz darauf in einem Krankenhaus in Oxford.